# Cynometra congensis
Cynometra congensis är en ärtväxtart som beskrevs av De Wild.. Cynometra congensis ingår i släktet Cynometra, och familjen ärtväxter. Inga underarter finns listade i Catalogue of Life.